# 高御座

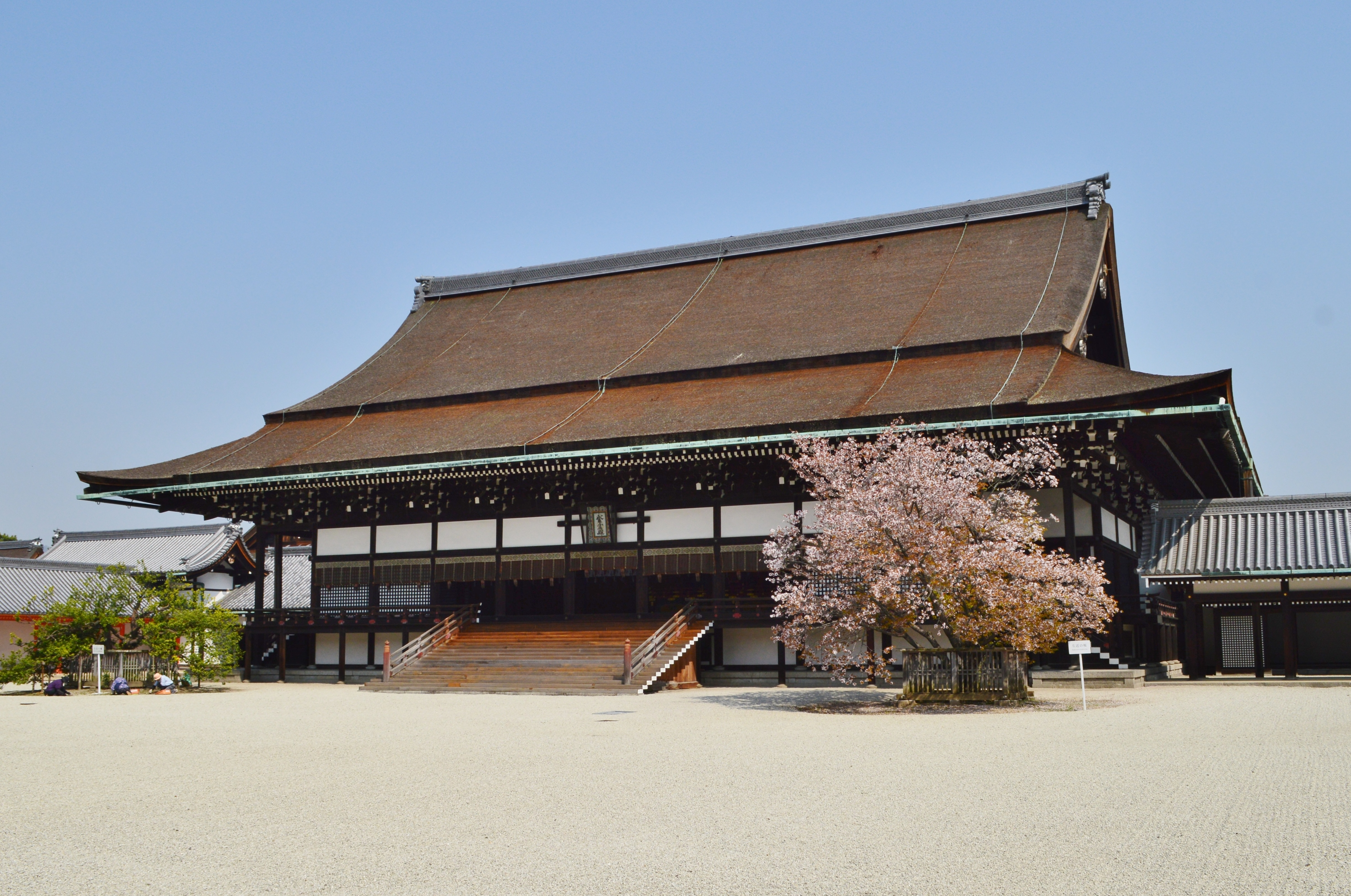
京都御所の紫宸殿

高御座（たかみくら）は、日本の天皇の帝座。皇位を象徴する 調度品で、歴史的で伝統的な皇位継承儀式の即位の礼において用いられ、皇位と密接に結びついている。現在の高御座は、皇后の御座所たる御帳台とともに京都府京都市の京都御所紫宸殿に常設されている。

## 概要
平城京では平城宮の大極殿に、平安京では平安宮（大内裏）の大極殿、豊楽殿、のちに内裏の紫宸殿に安置され、即位・朝賀・蕃客引見（外国使節に謁見）など大礼の際に天皇が着座した。内裏の荒廃した鎌倉時代中期よりのちは京都御所紫宸殿へと移された。
平安時代にあっては、天皇着座の際、摂関家の藤原兼家が近侍していたとの記載が史書にみられるものの、即位式の際には摂関は高御座後方の北廂東幔内にて控えるのが例であり、天皇に御笏を献じる一時を除けば高御座に足を踏み入れることはなかった。しかし、院政成立後の堀河天皇即位の際には摂政の藤原師実が、鳥羽天皇即位の際にはやはり摂政藤原忠実が高御座の中層にまで登っており、以後、摂政職にある者が高御座に登壇するしきたりとなった。遅くとも鎌倉時代の後期には高御座に着座した新帝に摂政が印明を授ける即位灌頂がおこなわれるようになった。
現在の高御座は、大正天皇即位の際に、古式に則って制作（再現）された物であるが、玉座は茵（しとね）から椅子に代わり、新たに皇后が着座する御帳台（みちょうだい）が併置された。今日では、京都御所の紫宸殿に常設されており、春・秋の一般公開時に見ることが出来る。
折口信夫によれば高御座は古く「のりと」と呼ばれた場所を指し、そこで詔旨宣下されるものは「のりとごと」であったが、省略され現代の用例になったのではないかと推測している。

## 構造と外形
高御座の構造は、三層の黒塗断壇の上に御輿型の八角形の黒塗屋形が載せられていて、鳳凰・鏡・椅子などで飾られている。椅子については古くから椅子座であり大陸文化の影響、と考える人がいるが、『延喜式』巻第16内匠寮に高御座には敷物として「上敷両面二条、下敷布帳一条」と記され二種類の敷物を重ねる平敷であり椅子ではない。伊勢奉幣のさいの子安殿の御座や清涼殿神事のさいの天皇座は敷物二種類を直接敷き重ねるもので、大極殿の御座もこれに類する。また、儀式によって椅子を設置したり取り外したりしたと考える研究者もいる。

## 高御座と皇居
調度品としての「高御座」の保管場所そのものから天皇の正式な在所を権威づけるだけの伝統的・文献的根拠は明確ではない。仁藤敦史によれば、古代日本では高御座と京職などが存在することが首都の要件であったとする。高御座は天皇の所在地を示すものという見方があり、これに従えば古代から大極殿に高御座は常設されていたとなるが、延喜式や中世の史料によれば高御座は組み立て式で、即位や朝賀などの重要な儀式のときだけ使われ、終われば撤去されるものであったとされる。
高御座の成立は大極殿の成立より早いと見られているが、国家的儀式を大内裏大極殿で開催されるようになってからは大極殿で、大極殿の廃絶後は様々な殿舎で行われ、中世では太政官庁、南北朝の代には天皇即位の際に北朝で設営されたことを示す記録がある。のち後柏原天皇（1464年 - 1528年）が紫宸殿で即位式をおこない高御座は紫宸殿に移され、以降高御座は紫宸殿にある。天明の大火（天明8年、1788年）のさいには焼失し、幕末（弘化四年）にいったん平安朝様式で復興したものの安政元年（1854年）の大火でまた紫宸殿と共に消失してしまい、そのため明治天皇の即位式（慶應四年）の際には簡素な御帳台（清涼殿の昼御座と同形）が代用された。
現在も高御座は、京都御所内の紫宸殿に安置されている。東京奠都後も、大正天皇・昭和天皇の即位の大礼は、高御座のある京都御所で行われた。第125代天皇明仁の際は、警備上の問題 から、東京の皇居で即位の礼が行われたが、高御座と御帳台は陸上自衛隊のヘリコプターによって皇居まで運ばれ、大礼終了後に京都御所の紫宸殿に戻された。しかし第126代天皇徳仁の際には社会情勢の変化などが考慮され、運搬は民間業者へ委託。計8台のトラックによる陸路での運搬となった。

## 逸話

### 殿上の肝試し
| 「                | 花山院が藤原道隆・道兼・道長の3兄弟に、「道隆は豊楽院へ、道兼は仁寿殿の塗籠へ、道長は大極殿へ行け」と言いつけた。2人の兄は途中で逃げ帰ったが、道長だけは平然と大極殿へ行き、証拠として高御座の南面の柱の下を少しだけ削り取って帰った。 | 」 |
| —「大鏡」現代語訳 | |    |

この話は創作だという説がある。論拠として花山天皇の在位期間中（984年 - 986年）、藤原道隆は30代前半、道兼は20代中盤、道長は20歳前後と、肝試しをするには少々老けすぎていたことが挙げられる。

## ギャラリー

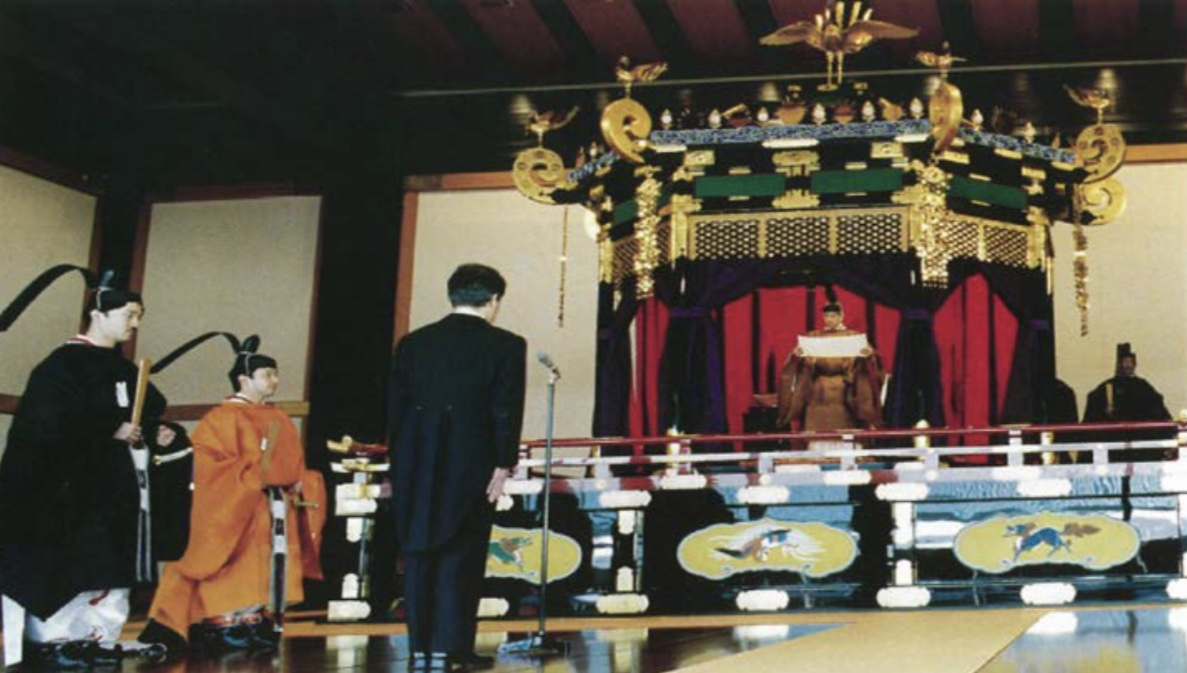
即位礼正殿の儀にて、高御座に立つ天皇明仁 1990年11月12日
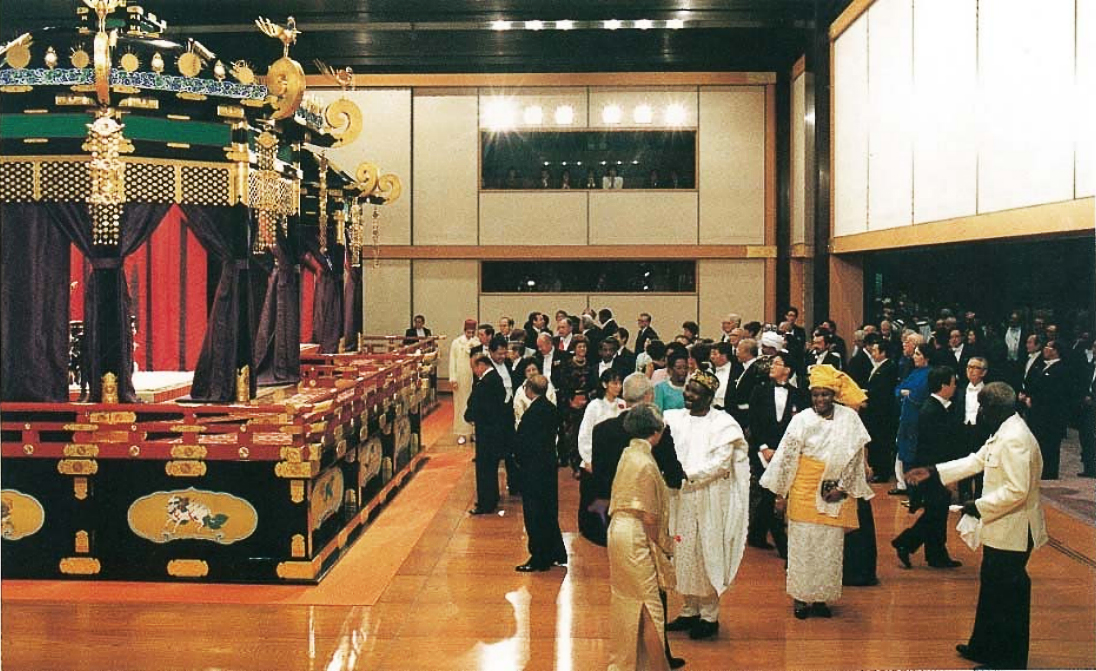
饗宴の儀終了後、宮殿正殿の高御座を前に歓談する天皇、皇族らと各国首脳
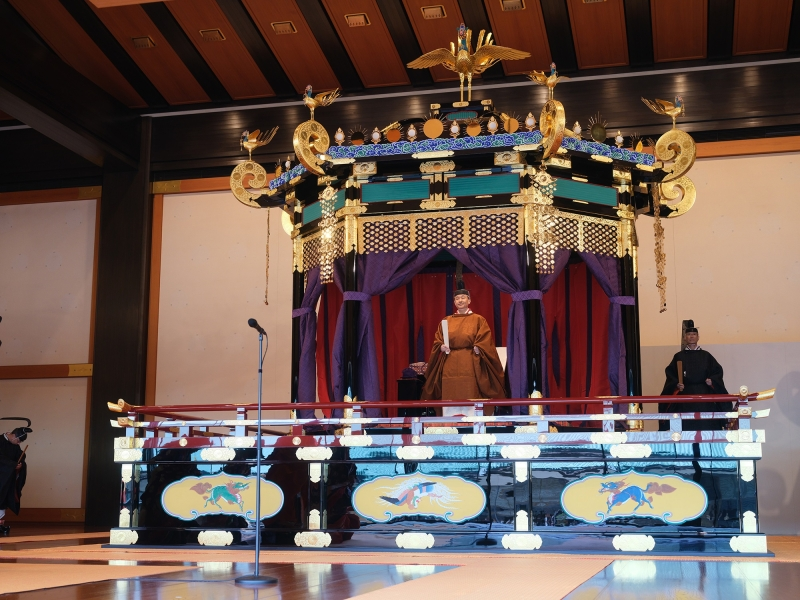
高御座に登り、即位礼正殿の儀に臨む天皇徳仁 2019年10月22日
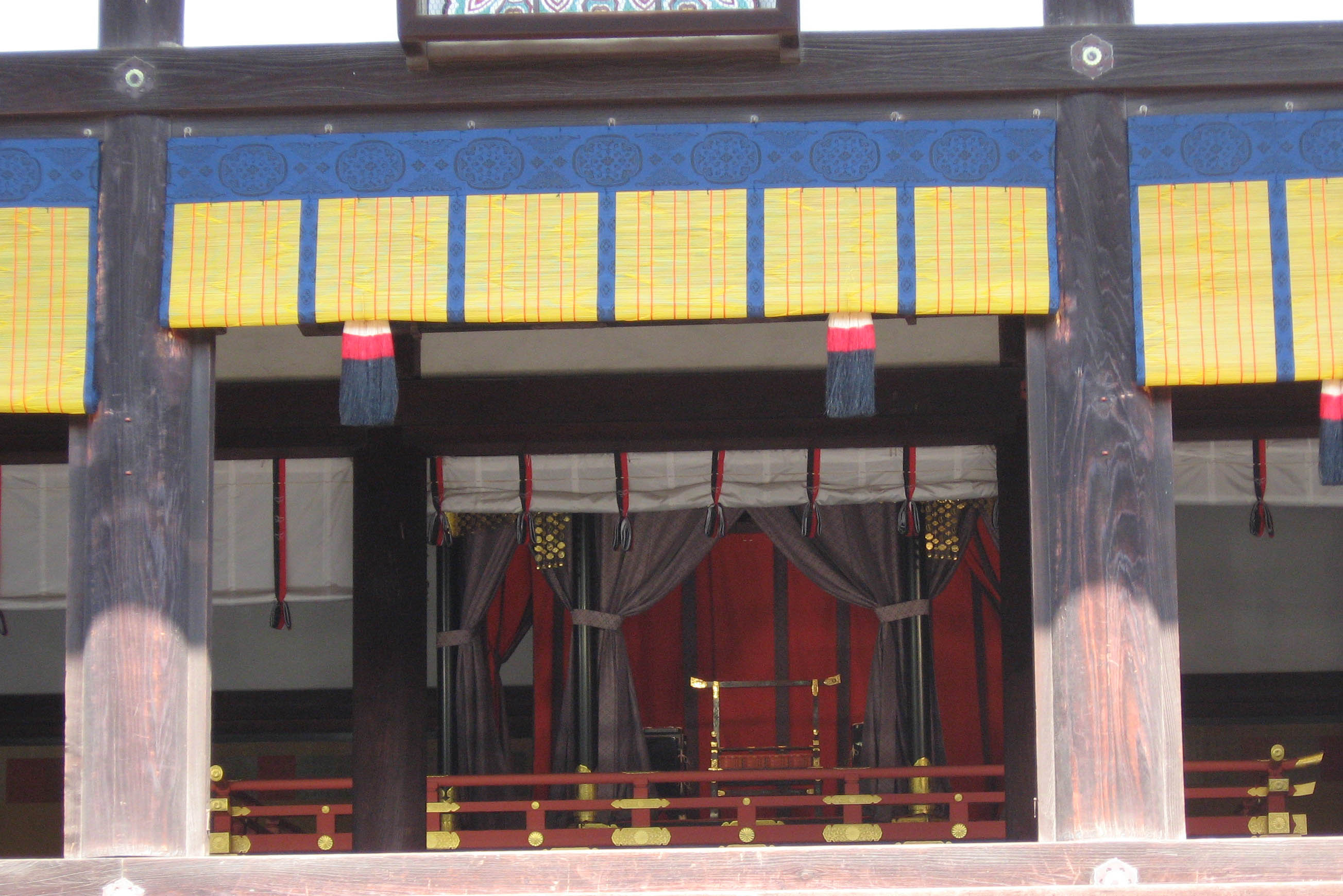
紫宸殿に据えられている高御座（京都御所）
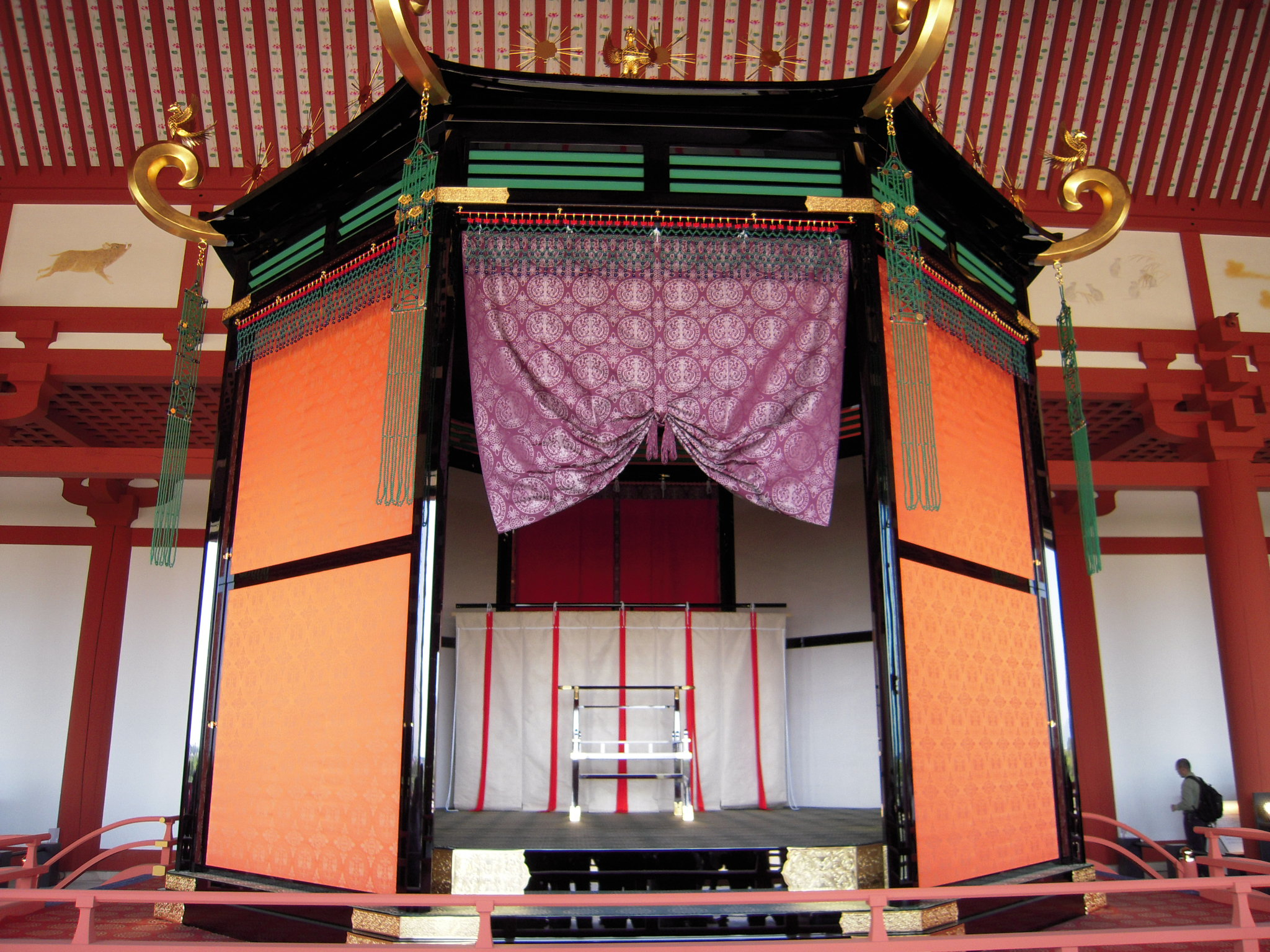
平城宮跡・第1次大極殿に復元された高御座